# Episodi di Portlandia (quinta stagione)
La quinta stagione della serie televisiva Portlandia, composta da dieci episodi, è stata trasmessa sul canale statunitense IFC dall'8 gennaio al 12 marzo 2015.
In Italia la serie è inedita.
| nº | Titolo originale              | Titolo italiano | Prima TV USA     | Prima TV Italia |
| -- | ----------------------------- | --------------- | ---------------- | --------------- |
| 1  | The Story of Toni and Candace |                 | 8 gennaio 2015   |                 |
| 2  | The Fiance                    |                 | 15 gennaio 2015  |                 |
| 3  | Healthcare                    |                 | 22 gennaio 2015  |                 |
| 4  | SeaWorld                      |                 | 29 gennaio 2015  |                 |
| 5  | 4th of July                   |                 | 5 febbraio 2015  |                 |
| 6  | Fashion                       |                 | 12 febbraio 2015 |                 |
| 7  | Doug Becomes a Feminist       |                 | 19 febbraio 2015 |                 |
| 8  | House for Sale                |                 | 26 febbraio 2015 |                 |
| 9  | You Can Call Me Al            |                 | 5 marzo 2015     |                 |
| 10 | Dead Pets                     |                 | 12 marzo 2015    |                 |